# Diaporthe sarothamni
Diaporthe sarothamni är en svampart som beskrevs av Auersw. ex Nitschke 1870. Diaporthe sarothamni ingår i släktet Diaporthe och familjen Diaporthaceae.  Arten är reproducerande i Sverige. Inga underarter finns listade i Catalogue of Life.